# 塞浦西他啶
塞浦西他啶（Cyproheptadine），或名賽庚啶 ，是第一代抗組織胺藥，具有抗乙醯膽鹼和局部麻醉的功能，也是兒童抗過敏藥水希普利敏的主要成分。
它於1959年獲得專利，並於1961年用於醫療使用。

## 醫療使用

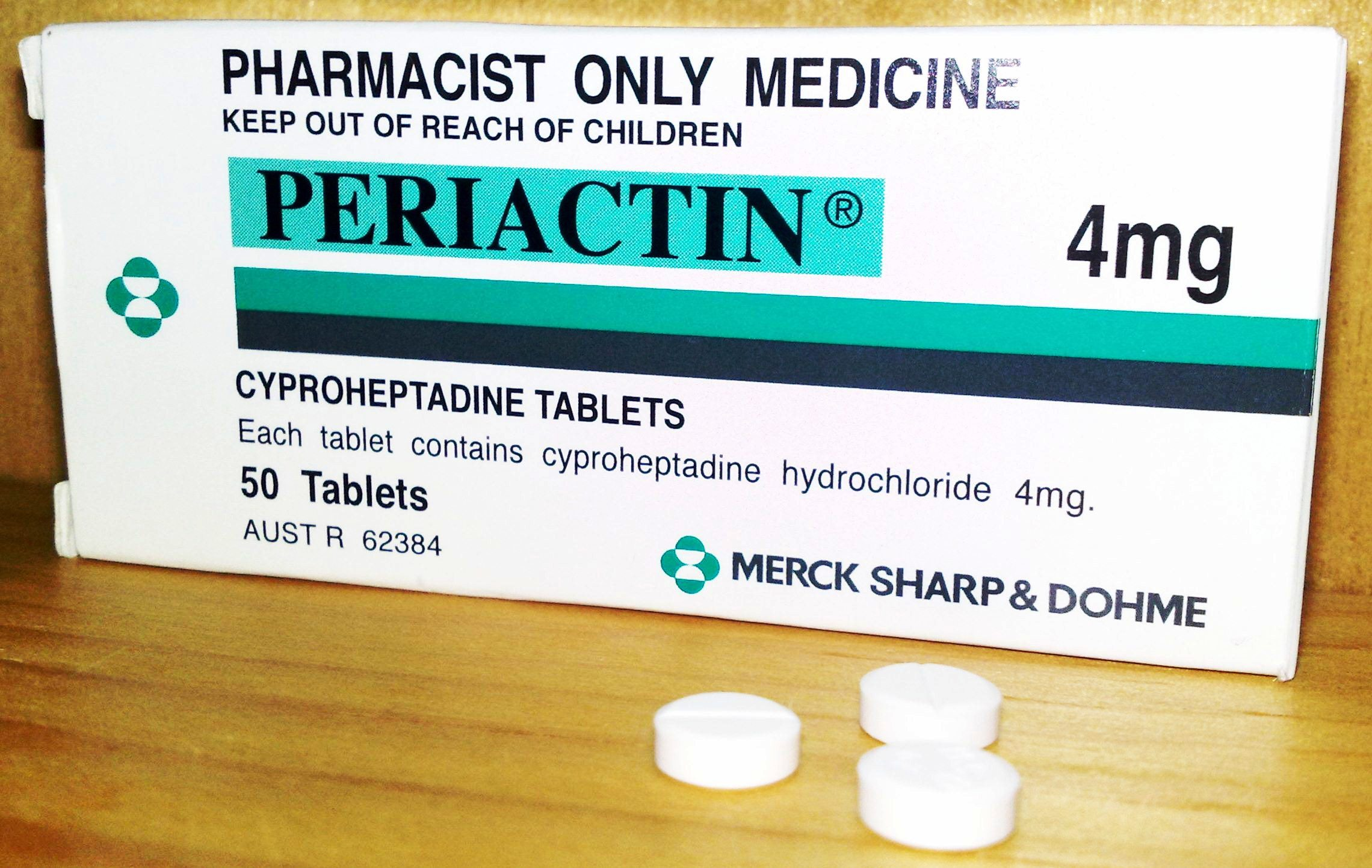
Periactin (cyproheptadine) 4 mg tablets

塞浦西他啶（Cyproheptadine）的3D分子結構表示為 空間填充模型

- 塞浦西他啶用於治療過敏反應 (特別是花粉症).[6] 用於此目的證實有效，但是第二代抗組織胺藥像是酮替酚與氯雷他定也有相同的結果，且副作用較少。[7]
- 它也被用作偏頭痛的預防性治療。在2013年的一項研究中，開始治療後7至10天內，患者的偏頭痛發生率顯著降低。這些患者在服藥前偏頭痛發作的平均頻率為每月8.7次，開始治療後3個月降至每月3.1次。[7][8] 在英國和其他一些國家/地區，藥品仿單上有此用法。
- 它也被藥品「仿單核准適應症外的使用」在嬰兒週期性嘔吐症候群（英语：cyclical vomiting syndrome）的治療。這種用途的唯一證據來自回顧性研究。[9]
- 塞浦西他啶有時被「仿單核准適應症外的使用」，以改善服用抗精神病藥物的患者的静坐不能。[10]
- 它也被藥品「仿單核准適應症外的使用」於治療各種皮膚病，包括精神性搔癢症（英语：psychogenic pruritus）|[11]、藥物誘發的多汗症（出汗過多）[12]，以及預防表淺性單純性水疱性表皮鬆解症（英语：Epidermolysis bullosa simplex）的水皰形成。[13]
- 該藥物的作用之一是食慾增加和體重增加，這導致該藥物在消瘦的兒童以及囊腫性纖維化患者中用於此目的（在美國為「仿單核准適應症外的使用」）。[14][15][16]
- 它也使用在「仿單核准適應症外的使用」治療中度至重度血清素综合症，與使用血清素類（英语：serotonergic）藥物有關的複雜症狀，像是选择性5-羟色胺再摄取抑制剂 (與单胺氧化酶抑制剂)，以及在血清素產生的類癌腫瘤導致血液中5-羥色胺升高的案例。[17][18]

## 副作用
副作用包括：
- 鎮靜和困倦（通常是短暫的）Sedation and sleepiness (often transient)
- 頭暈 Dizziness
- 協調不佳 Disturbed coordination
- 混亂 Confusion
- 躁動不安 Restlessness
- 兴奋 Excitation
- 緊張 Nervousness
- 震顫 Tremor
- 易怒 Irritability
- 失眠 Insomnia
- 感覺異常 Paresthesias
- 神經炎 Neuritis
- 抽搐 Convulsions
- 欣快感 Euphoria
- 幻覺 Hallucinations
- 歇斯底里 Hysteria
- 模糊 Faintness
- 皮疹和水腫的過敏表現 Allergic manifestation of rash and edema
- 發汗 Diaphoresis
- 蕁麻疹 Urticaria
- 對光敏感 Photosensitivity
- 急性迷路炎 Acute labyrinthitis
- 複視（雙眼） Diplopia (seeing double)
- 眩暈 Vertigo
- 耳鳴 Tinnitus
- 低血壓 Hypotension (low blood pressure)
- 心悸 Palpitation
- 期前收缩 Extrasystoles
- 過敏性休克 Anaphylactic shock
- 溶血性貧血 Hemolytic anemia
- 諸如白细胞减少症，粒細胞缺乏症和血小板減少症等血液異常 Blood dyscrasias such as leukopenia, agranulocytosis and thrombocytopenia
- 膽汁淤積 Cholestasis
- 對肝臟的影響：
  - 肝炎 Hepatitis
  - 黄疸 Jaundice
  - 肝功能衰竭 Hepatic failure[19]
  - 肝功能異常 Hepatic function abnormality
- 上腹窘迫 Epigastric distress
- 食欲不振 Anorexia
- 噁心 Nausea
- 嘔吐 Vomiting
- 腹瀉 Diarrhea
- 抗胆碱能副作用:
  - 視力模糊 Blurred vision
  - 便秘 Constipation
  - 口腔乾燥症（口乾） Xerostomia (dry mouth)
  - 心動過速（高心率）Tachycardia (high heart rate)
  - 尿瀦留 Urinary retention
  - 排尿困难 Difficulty passing urine
  - 鼻塞 Nasal congestion
  - 鼻或喉嚨乾燥 Nasal or throat dryness
- 頻尿 Urinary frequency
- 早期月經 Early menses
- 支氣管分泌物增厚 Thickening of bronchial secretions
- 胸悶氣喘 Tightness of chest and wheezing
- 疲勞 Fatigue
- 寒意 Chills
- 頭痛 Headache
- 食慾增加 Increased appetite
- 體重增加 Weight gain

### 用藥過量
過量使用時，有時建議使用活性炭進行洗胃。這些症狀通常表明中樞神經系統抑制（或在某些情況下相反地刺激中樞神經系統）和過度的抗膽鹼能副作用。小鼠的半數致死量(LD50)為 123 mg/kg，大鼠的半數致死量為 295 mg/kg 。

## 藥理

### 藥效學
塞浦西他啶对此表列出的所有受体均表现为拮抗剂或逆向激动剂。
| Site   | Ki (nM) | Action | Species | Ref. |
| ------ | ------- | ------ | ------- | ---- |
| H1     | 0.06    | ↓      | Human   |      |
| H2     | ND      |        | ND      |      |
| H3     | >10,000 |        | Human   |      |
| H4     | 202     |        | Human   |      |
| M1     | 12      | ↓      | Human   |      |
| M2     | 7       | ↓      | Human   |      |
| M3     | 12      | ↓      | Human   |      |
| M4     | 8       | ↓      | Human   |      |
| M5     | 11.8    | ↓      | Human   |      |
| 5-HT1A | 59      |        | Human   |      |
| 5-HT2A | 1.67    | ↓      | Human   |      |
| 5-HT2B | 1.54    | ↓      | Human   |      |
| 5-HT2C | 2.23    | ↓      | Human   |      |
| 5-HT3  | 228     |        | Mouse   |      |
| 5-HT6  | 142     |        | Human   |      |
| 5-HT7  | 123     |        | Human   |      |
| D1     | 117     |        | Human   |      |
| D2     | 112     | ↓      | Human   |      |
| D3     | 8       |        | Human   |      |
| SERT   | 4,100   |        | Rat     |      |
| NET    | 290     |        | Rat     |      |
| DAT    | ND      |        | ND      |      |
| 1. 2.  |         |        |         |      |

塞浦西他啶是一种非常有效的抗组胺药或H1受体的拮抗剂。它在较高浓度下还具有抗胆碱能、抗血清素能和抗多巴胺能活性。它是5-HT2受体的强效拮抗剂，这是其治疗血清素综合症的基础。
塞浦西他啶具有较弱的的抗雄激素活性。

### 藥物代謝動力學
塞浦西他啶口服後吸收良好，血漿濃度峰值出現在1至3小時後。口服塞浦西他啶的生物半衰期約為8小時。

## 化學
塞浦西他啶是三環苯並環庚烯，與吡唑替芬和酮替酚以及三環抗抑鬱藥密切相關。

## 研究
在一項規模較小的精神分裂症患者中，輔助使用塞浦西他啶作為輔助治療，該患者的病情穩定且正在接受其他藥物治療。雖然注意力和口語流利性似乎有所改善，但這項研究規模太小，不足以概括。在另兩項針對精神分裂症患者的試驗中，也已對其進行了佐劑研究，總共約有50人，並且似乎沒有效果。
已經進行了一些試驗，以觀察塞浦西他啶是否可以減輕SSRI和抗精神病藥引起的性功能障礙。
塞浦西他啶已被研究用於創傷後壓力症候群（PTSD）。

## 獸醫用途
塞浦西他啶使用在貓的食慾刺激劑
，也可作為哮喘的輔助治療劑。
可能的副作用包括刺激和攻擊行為。它在貓的生物半衰期為 12 小時。
塞浦西他啶也用在馬的垂體中間部功能障礙的二線治療。